# Powaqqatsi
Powaqqatsi (s podtitulem life in transformation) je americký dokumentární film z roku 1988 režírovaný Godfreyem Reggiem. Powaqqatsi je druhým snímkem z trilogie Qatsi volně navazující na Koyaanisqatsi. Název powaqqatsi je neologismus odvozený z jazyka kmene Hopi a je překládán jako: život na úkor někoho jiného. Snímek je koncipovaný jako filmová esej, která se zaměřuje na konflikt uvnitř zemí třetího světa, kde se střetává tradiční způsob života a novými způsoby života zavedenými s industrializací.